# دهستان زیربانداد
دهستان زیربانداد، یکی از دهستان‌های بخش مرکزی شهرستان لاشار در استان سیستان و بلوچستان ایران است. مرکز این دهستان، روستای زیربانداد است.

## جمعیت
بر پایه سرشماری عمومی نفوس و مسکن در سال ۱۳۹۵، جمعیت دهستان زیربانداد برابر با ۶٬۱۰۸ نفر بوده‌است.